# Artzosuchus
Artzosuchus – wymarły rodzaj bazalnego krokodylomorfa. Okaz znaleziono w Üüden Sair w formacji Djadochta na terenie Mongolii. Datuje się go na kampan (późna kreda). Z uwagi na niekompletność zebranego materiału klasyfikacja tego rodzaju w obrębie krokodylomorfów nie została ustalona.